# Birmingham sound
Le Birmingham sound est un genre de techno ayant émergé à Birmingham, en Angleterre, au début des années 1990, et qui est le plus souvent associé à la soirée House of God de la ville, au label Downwards Records et aux DJ et producteurs locaux Regis, Surgeon et Female. Elle se caractérise par un son dur, rapide et sans compromis, dépouillant son style de la ligne de basse du funk caractérisant la techno de Détroit et de Berlin, ne laissant subsister que « d'énormes bouts de minimalisme implacable et immuable. »
Le Birmingham sound marque un tournant dans le développement de la techno et son influence est perceptible dans la techno berlinoise du Berghain et de Ostgut Ton. Il sert également de point de départ au projet Sandwell District de Regis et Female.